# Abdellah Ben Youcef
Abdellah Ben Youcef (né le 10 avril 1987 à Blida) est un coureur cycliste algérien, spécialiste du sprint. Il est membre du Mouloudia Club Alger.

## Palmarès et résultats

### Palmarès par année
- 2007
  - 7e étape du Tour de la Pharmacie Centrale
- 2011
  - Challenge Spécial Ramadan
  - 2e des Challenges Phosphatiers III - Challenge Ben Guerir
  - 3e du championnat d'Algérie sur route
  - 7e du championnat d'Afrique sur route
- 2012
  - Challenges Phosphatiers III - Challenge Ben Guerir
  - 3e étape du Grand Prix de l'IRM Blida
- 2013
  - Circuit d'Asmara
  - 2e étape du Tour d'Oran
  - 4e du championnat d'Afrique sur route
- 2015
  - 3e étape du Tour de Tipaza
- 2016
  - 2e étape du Tour de Sidi Bel Abbès
  - 3e étape du Tour de Mostaganem
  - Tour du Sénégal :
    - Classement général
    - 2e étape
- 2017
  -  Champion arabe sur route[1]
  - Tour de Aïn Defla :
    - Classement général
    - 2e étape

  - 1re étape du Grand Prix Chahid Didouche Mourad
  - Tour des Zibans
  - Grand Prix international de la ville d'Alger :
    - Classement général
    - 4e étape

  -  Médaillé d'or du contre-la-montre par équipes aux championnats arabes des clubs[n 2],[2]
  - 2e du Grand Prix Chahid Didouche Mourad
  -  Médaillé d'argent du championnat d'Afrique du contre-la-montre par équipes
  -  Médaillé d'argent du championnat arabe par équipes[1]
- 2019
  - 4e étape du Tour des Aéroports
  - 3e du Tour des Aéroports
- 2020
  - Grand Prix du Chahid Didouche Mourad
- 2021
  - 3e étape du Tour des Zibans
  - 3e étape du Grand Prix de la ville d'Oran
  - 2e du Tour des Zibans
- 2022
  - 3e étape du Tour d'Algérie
  - 2e étape du Tour de Ghardaïa
  - 3e du championnat d'Algérie sur route
- 2023
  - 3e étape du Tour des Zibans
  - 1re étape du Tour d'Aïn Defla
  - 1re étape du Tour de Ghardaïa
- 2024
  - Grand Prix Didouche-Mourad :
    - Classement général
    - 2e étape

  - 8e étape du Tour du Cameroun
  - 2e du Tour du Cameroun

### Classements mondiaux
| Année           | 2007 | 2008 | 2009 | 2010 | 2011 | 2012 | 2013 | 2014 | 2015 | 2016 | 2017 | 2018 | 2019 |
| --------------- | ---- | ---- | ---- | ---- | ---- | ---- | ---- | ---- | ---- | ---- | ---- | ---- | ---- |
| UCI Africa Tour | 122e |      |      |      | 31e  | 27e  | 29e  | 34e  | 96e  | 36e  | 69e  | 256e | 167e |